# Liste der Stolpersteine in Eschweiler

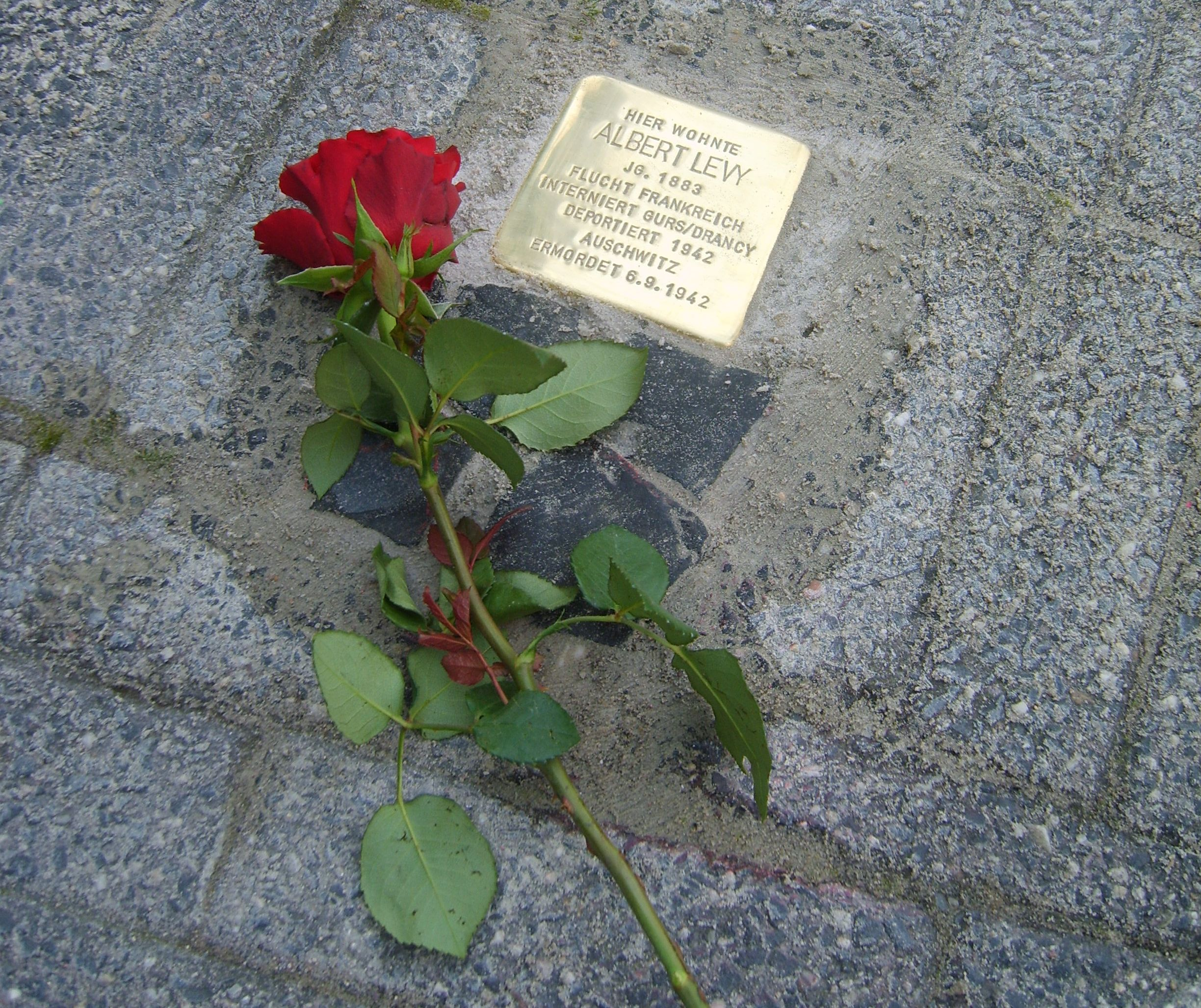
Erster Stolperstein in der Eschweiler Innenstadt

Die Liste der Stolpersteine in Eschweiler enthält die von Gunter Demnig in Eschweiler verlegten Stolpersteine. Mit ihnen soll an Opfer des Nationalsozialismus erinnert werden, die in Eschweiler lebten und wirkten.

## Verlegte Stolpersteine
In der Stadt Eschweiler wurden 57 Stolpersteine verlegt. Diese Liste ist noch unvollständig.
| Stolperstein | Beschriftung | Name, Leben                               | Verlegort                                                 | Verlegedatum      |
| ------------ | --- | ----------------------------------------- | --------------------------------------------------------- | ----------------- |
|              | HIER WOHNTE EMIL BLECH JG. 1885 DEPORTIERT 1942 IZBICA ERMORDET                                                        | Emil Blech (1885–194.)                    | Röthgen, Röthgener Straße 50                              | 13. Dezember 2011 |
|              | HIER WOHNTE HEDWIG BLECH GEB. BONWITT JG. 1891 DEPORTIERT 1942 IZBICA ERMORDET                                         | Hedwig Blech geb. Bonwitt (1891–194.)     | Röthgen, Röthgener Straße 50                              | 13. Dezember 2011 |
|              | HIER WOHNTE EMIL BONWITT JG. 1861 DEPORTIERT 1942 IZBICA ERMORDET                                                      | Emil Bonwitt (1861–1942)                  | Röthgen, Röthgener Straße 50                              | 13. Dezember 2011 |
|              | HIER WOHNTE SIGISMUND DAVID JG. 1878 DEPORTIERT 1942 IZBICA ERMORDET                                                   | Sigmund David (1878–194.)                 | Südliche Innenstadt, Marienstraße 62                      | 2008              |
|              | HIER WOHNTE WILHELMINE DAVID GEB. HEUMANN JG. 1881 DEPORTIERT 1942 IZBICA ERMORDET                                     | Wilhelmine David geb. Heumann (1881–194.) | Südliche Innenstadt, Marienstraße 62                      | 2008              |
|              | HIER WOHNTE GEORG KURT DIETZ JG. 1888 GEWERKSCHAFTER VERHAFTET 1944 SACHSENHAUSEN ERMORDET 1944                        | Georg Kurt Dietz (1888–1944)              | Dürener Straße 371                                        | 11. Juni 2015     |
|              | FRIEDRICH DINSTÜHLER JG. 1885 IM CHRISTLICHEN WIDERSTAND VERHAFTET 1944 BUCHENWALD-OHRDRUF ERMORDET 1945               | Friedrich Dinstühler (1896–1945)          | Eschweiler Markt (vor der Pfarrkirche St. Peter und Paul) | 11. Juni 2015     |
|              | HIER WOHNTE BENNO ELKAN JG. 1879 DEPORTIERT 1942 IZBICA ERSCHOSSEN                                                     | Benno Elkan (1879–1942)                   | Marienstraße 45 (heute Kino Primus-Palast)                | 13. Dezember 2011 |
|              | HIER WOHNTE PAULA ELKAN GEB. WEISSFELD JG. 1891 DEPORTIERT 1942 IZBICA TOT 1942 AUF DEM TRANSPORT                      | Paula Elkan geb. Weissfeld (1891–1942)    | Marienstraße 45 (heute Kino Primus-Palast)                | 13. Dezember 2011 |
|              | HIER WOHNTE JOSEF ERKELENZ JG. 1912 FRONTURLAUB "AUF DER FLUCHT ERSCHOSSEN" 26.9.1944                                  | Josef Erkelenz (1912–1944)                | Kochsgasse 3                                              | 11. Juni 2015     |
|              | HIER WOHNTE HEDWIG FRIED GEB. WEISSFELD JG. 1890 DEPORTIERT 1942 IZBICA ERMORDET IN MAJDANEK                           | Hedwig Fried geb. Weissfeld (1894–194.)   | Marienstraße 45 (heute Kino Primus-Palast)                | 13. Dezember 2011 |
|              | HIER WOHNTE SARA SOPHIE FRIEDLAENDER JG. 1884 DEPORTIERT 1942 IZBICA ERMORDET                                          | Sara Sophie Friedlaender (1884–194.)      | Marienstraße 12                                           |                   |
|              | HIER WOHNTE SALOMON HÖFLICH JG. 1894 DEPORTIERT 1942 ERMORDET in AUSCHWITZ                                             | Salomon Höflich (1894–194.)               | Südliche Innenstadt, Uferstraße 30                        | 2008              |
|              | HIER WOHNTE ANTONIE KAUFMANN GEB. POHL JG. 1873 DEPORTIERT 1942 THERESIENSTADT ERMORDET 16.5.1944 AUSCHWITZ            | Antonie Kaufmann geb. Pohl (1873–1944)    | Südliche Innenstadt, Grabenstraße 78                      | 13. Dezember 2011 |
|              | HIER WOHNTE DAVID KAUFMANN JG. 1874 DEPORTIERT 1942 THERESIENSTADT AUSCHWITZ ERMORDET 15.5.1944                        | David Kaufmann (1874–1944)                | Südliche Innenstadt, Grabenstraße 78                      | 2008              |
|              | HIER WOHNTE ALBERT LEVY GEB. 1883 FLUCHT FRANKREICH INTERNIERT GURS/DRANCY DEPORTIERT 1942 AUSCHWITZ ERMORDET 6.9.1942 | Albert Levy (1883–1942)                   | Marktstraße Ecke Indestraße                               |                   |

## Verlegedaten
- Innenstadt: Marktstraße Ecke Indestraße
- 18. Oktober 2008: Südliche Innenstadt, Grabenstraße 78 und Marienstraße 62
- 13. Dezember 2011: Röthgen, Röthgener Straße 50
- 13. Dezember 2014
- 11. Juni 2015: Eschweiler Markt
- Dezember 2020